# FC Lorentzweiler
El FC Lorentzweiler es un equipo de fútbol de Luxemburgo que juega en la División de Honor de Luxemburgo, la segunda categoría nacional.

## Historia
Fue fundado en el año 1945 en la ciudad de Lorentzweiler y durante el siglo XX fue un equipo de categoría aficionada hasta que logró el ascenso a la Primera División de Luxemburgo en el 2000. 
El club jugó por primera vez en la Copa de Luxemburgo en la temporada 2016/17 donde quedó eliminado en la segunda ronda por el Racing FC Union Luxembourg por 0-4 y en la siguiente temporada estuvo cerca del ascenso a la División de Honor de Luxemburgo pero perdió 0-1 ante el FC Mamer 32 en el playoff de ascenso. 
Cinco años después logró el ascenso a la División de Honor de Luxemburgo para descender tras una temporada. En junio de 2025 gana la Copa FLF luego de vencer en la final al FC Jeunesse Useldingen, misma temporada en la que retornó a la División de Honor de Luxemburgo como ganador del Grupo A.

## Palmarés
- Copa FLF: 1

2025